# Celeste Yarnall
Celeste Jeanne Yarnall (Long Beach, 26 luglio 1944 – Westlake Village, 7 ottobre 2018) è stata un'attrice statunitense.

## Biografia
Nativa della California, la Yarnall fu scoperta nel 1962 dalla coppia Ozzie e Harriet, che la vollero in un episodio della loro sit-com The Adventures of Ozzie and Harriet. Partecipò a diverse campagne pubblicitarie televisive e debuttò - sia pur non accreditata - nel cinema nel 1963 in Le folli notti del dottor Jerryll: dopo un'apparizione al Festival di Cannes 1967, fu notata dal produttore cinematografico Harry Alan Towers, che la scritturò per interpretare l'anno successivo Hula Hula, la femmina della giungla. Apparve anche come Regina dell'urlo nel film del 1970 La bestia di sangue. 
Le sue interpretazioni più conosciute sono comunque quelle in un episodio del 1967 della serie televisiva Star Trek (a cui sarebbe poi ritornata quarant'anni dopo, come una dei 42 membri del cast originale) e un piccolo ruolo in Live a Little, Love a Little al fianco di Elvis Presley, che le fruttò il riconoscimento da parte della National Association of Theatre Owners come "nuova stella più promettente".

## Vita privata
Celeste Yarnall è stata sposata dal 1964 al 1970 con Sheldon Silverstein, dal 1979 al 1990 con Robert Colman e all'artista britannico Nazim Nazim dal 2010 alla morte, avvenuta il 7 ottobre 2018 a Westlake Village - in California - per un cancro alle ovaie che le era stato diagnosticato quattro anni prima.

## Filmografia

### Cinema
- Le folli notti del dottor Jerryll (The Nutty Professor), regia di Jerry Lewis (1963)
- Il mio amore con Samantha (A New Kind of Love), regia di Melville Shavelson (1963)
- Sotto l'albero yum yum (Under the Yum Yum Tree), regia di David Swift (1963)
- I conquistatori degli abissi (Around the World Under the Sea), regia di Andrew Marton (1966)
- Hula Hula, la femmina della giungla (The Face of Eve), regia di Robert Lynn e Jeremy Summers (1968)
- Live a Little, Love a Little, regia di Norman Taurog (1968)
- Bob & Carol & Ted & Alice, regia di Paul Mazursky (1969)
- La bestia di sangue (Beast of Blood), regia di Eddie Romero (1970)
- The Velvet Vampire, regia di Stephanie Rothman (1971)
- Professione assassino (The Mechanic), regia di Michael Winner (1972)
- Scorpio, regia di Michael Winner (1973)
- Fatal Beauty, regia di Tom Holland (1987)
- A Shattered Dream, regia di Kent Osborne (1990)
- Bebè mania (Funny About Love), regia di Leonard Nimoy (1990)
- L'auto più pazza del mondo (Driving Me Crazy), regia di Jon Turteltaub (1991)
- Ambition, regia di Scott D. Goldstein (1991)
- Nata ieri (Born Yesterday), regia di Luis Mandoki (1993)
- Midnight Kiss, regia di Joel Bender (1993)
- Shrink Rap, regia di Doug Cox (2003)
- Skinwalker: Curse of the Shaman, video, regia di Steve Stevens Jr. (2005)
- The Two Sisters, regia di Terri Dawn Arnold (2007)
- Star Trek: Of Gods and Men, video, regia di Tim Russ (2007)
- Elvis Found Alive, regia di Joel Gilbert (2012)

### Televisione
- The Adventures of Ozzie and Harriet – serie TV, 1 episodio (1962)
- Io e i miei tre figli (My Three Sons) – serie TV, 2 episodi (1962–1963)
- La legge di Burke (Burke's Law) – serie TV, episodio 1x14 (1963)
- Selvaggio west (The Wild Wild West) – serie TV, episodio 1x06 (1965)
- Vita da strega (Bewitched) – serie TV, 1 episodio (1966)
- Gidget – serie TV, 1 episodio (1966)
- Organizzazione U.N.C.L.E. (The Man from U.N.C.L.E.) – serie TV, 1 episodio (1966)
- Capitan Nice (Captain Nice) – serie TV, episodio 1x13 (1967)
- Star Trek – serie TV, episodio 2x05 (1967)
- Operazione ladro (It Takes a Thief) – serie TV, 1 episodio (1968)
- F.B.I. (The F.B.I.) – serie TV, 1 episodio (1968)
- Bonanza – serie TV, episodio 10x11 (1968)
- Gli eroi di Hogan (Hogan's Heroes) – serie TV, 1 episodio (1968)
- La terra dei giganti (Land of the Giants) – serie TV, 1 episodio (1968)
- Mannix – serie TV, 1 episodio (1969)
- The Survivors – serie TV, 1 episodio (1969)
- In Name Only – film TV (1969)
- In nome della giustizia (The Bold Ones: The Protectors) – serie TV, 1 episodio (1969)
- Colombo (Columbo) – serie TV, episodio pilota (1971)
- Insight – serie TV, 1 episodio (1971)
- The Judge and Jake Wyler – film TV (1972)
- McMillan e signora (McMillan & Wife) – serie TV, 1 episodio (1972)
- Love, American Style – serie TV, 1 episodio (1973)
- California (Knots Landing) – serie TV, 1 episodio (1990)
- Daughters of Privilege – film TV (1991)
- Civil Wars – serie TV, 1 episodio (1993)
- Sisters – serie TV, 1 episodio (1994)
- Melrose Place – serie TV, 2 episodi (1995-1998)
- Find Your Future Reality – serie TV, 1 episodio (2018)